# 7549 Woodard
A 7549 Woodard (ideiglenes jelöléssel 1980 TO5) a Naprendszer kisbolygóövében található aszteroida. Carolyn S. Shoemaker és Eugene Merle Shoemaker fedezte fel 1980. október 9-én.